# Krimulda
Krimulda è un comune della Lettonia appartenente alla regione storica della Livonia di 5.803 abitanti (dati 2009).

## Località
Il comune è stato istituito nel 2009 ed è formato dalle seguenti località:
- Lēdurga
- Krimulda